# Sădievo (distrikt i Burgas)
Sădievo (bulgariska: Съдиево) är ett distrikt i Bulgarien.   Det ligger i kommunen Obsjtina Ajtos och regionen Burgas, i den östra delen av landet, 300 km öster om huvudstaden Sofia.